# Комплекс в Хамелеоне

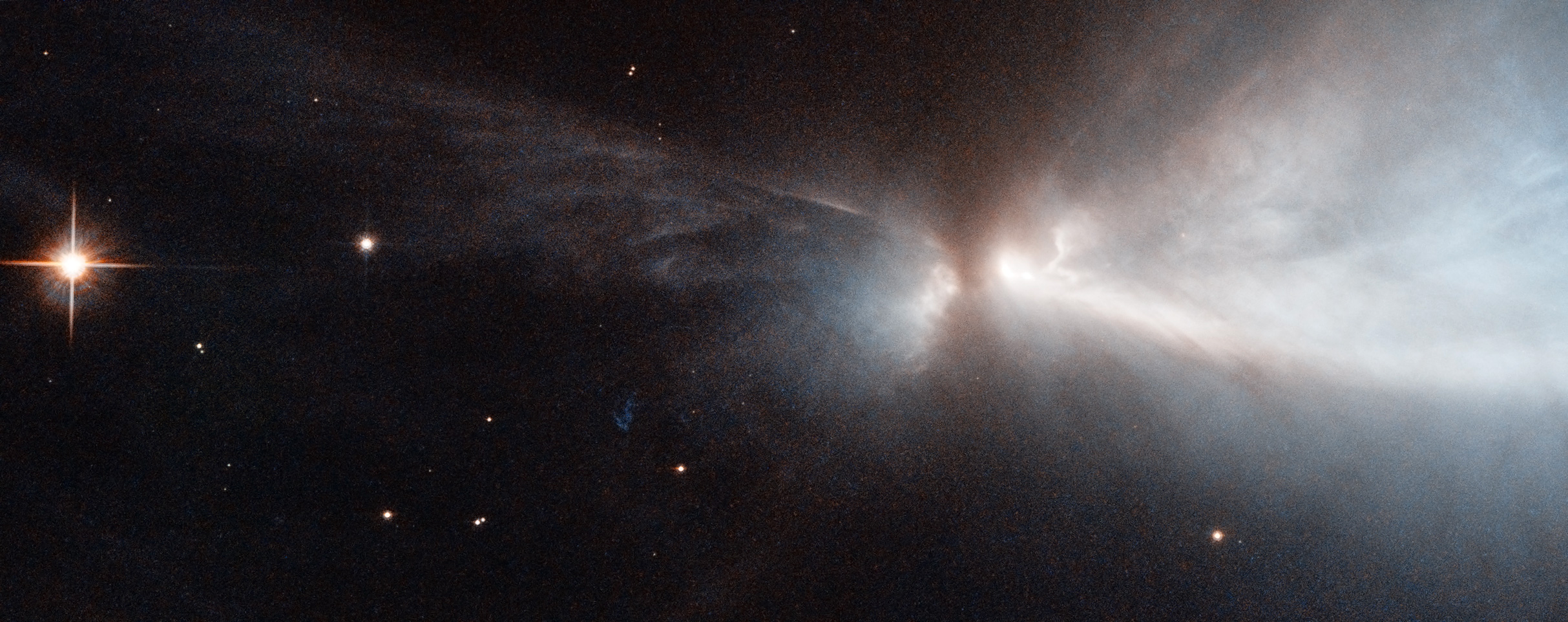
Звезда в процессе формирования в облаке Хамелеона.

Комплекс в Хамелеоне (англ. the Chamaeleon complex) — крупная область звездообразования, включающая тёмные облака Хамелеон I, Хамелеон II и Хамелеон III. Занимает практически всё созвездие Хамелеона и частично созвездие Райской Птицы, Мухи, Киля и Октанта. Средняя плотность рентгеновских источников составляет один источник на квадратный градус неба.

## Тёмное облако Хамелеон I

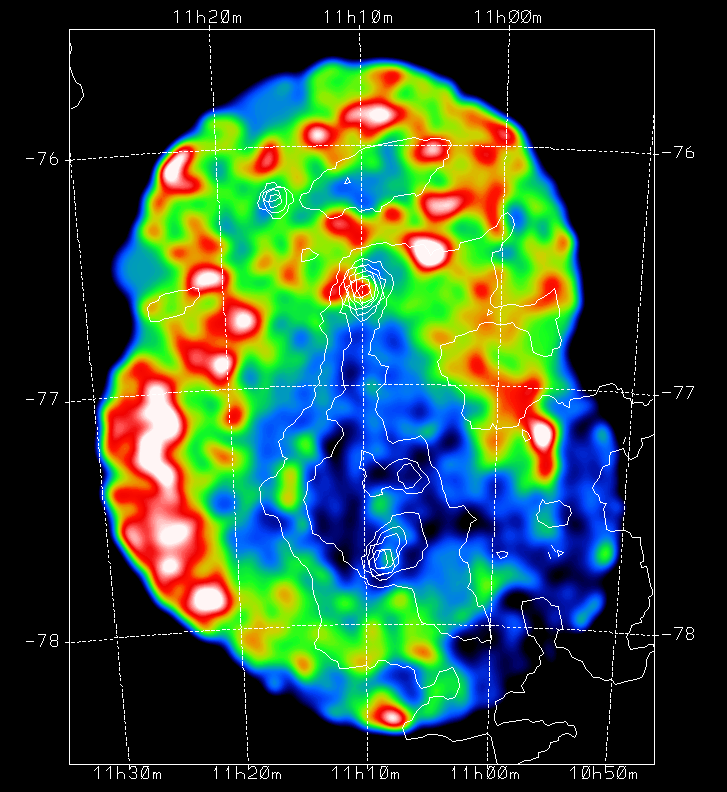
Изображение Хамелеона I в рентгеновских лучах от 500 эВ до 1,1 кэВ ; цвета условные, изображение получено спутником ROSAT. Контурами показано излучение пыли на волнах 100 мкм, данные получены спутником IRAS.

Облако Хамелеон I (Cha I) является одной из ближайших областей активного звездообразования и находится на расстоянии  ~160 пк. Оно относительно изолировано от других облаков со звездообразованием, поэтому маловероятно, что более старые звёзды до главной последовательности переместились в данную область. Полное число звёзд в данной области оценивается в 200-300. Облако Хамелеон I можно разделить на Северное облако (область) и Южное облако (главное облако).
HD 97300 излучает в рентгеновском диапазоне, подсвечивая отражательную туманность Ced 112 и является  одним из наиболее массивных объектов в облаке. Звезда относится к спектральному классу B9V, является звездой Ae/Be Хербига без эмиссионных линий.
Хамелеон Halpha 1 является объектом типа M8 в облаке Хамелеон I; данный объект является рентгеновским источником и первым обнаруженным коричневым карликом, излучающим в рентгеновском диапазоне.
Количество рентгеновских источников в облаке составляет от 70 до 90. Спутник Uhuru обнаружил рентгеновский источник  (4U 1119-77) в облаке Хамелеон I. Данный источник наблюдался спутником ROSAT с  22:14:47 UTC 9 февраля по  17:59:12 UTC 18 февраля 1991 года и 6 марта 1991 года с  09:12:19 до 13:05:13 UTC. Также данное облако содержит слабые и классические звёзды типа T Тельца. Рентгеновский источник ROSAT 66 c прямым восхождением 11h 17m 36.4-37.9s и склонением -77° 04' 27-50", является классической звездой типа T Тельца, Chamaeleon I No. T56, или CTT star HM 32.
Тёмное облако Хамелеон I наблюдалось с помощью аппарата Imaging Proportional Counter (IPC) на борту  HEAO-2 в течение 2,5 часов  23-24 января 1981 года, при этом было обнаружено 22 рентгеновских источника. Ни один из них не расположен ближе 8' к 4U 1119-77.

## Тёмное облако Хамелеон II
Хамелеон II содержит источник 4U 1302-77. Он близок к RXJ 1303.1-7706 с прямым восхождением 13h 03m 04.70s и склонением -77° 06' 55.0", являющемуся звездой слабой звездой  K7-M0 типа T Тельца. Данное облако содержит около 40 рентгеновских источников. Наблюдения Хамелеона II проводились с 10 по 17 сентября 1993 года. Источник RXJ 1301.9-7706, новый кандидат в слабые звёзды типа T Тельца, является самым близким к 4U 1302-77.

## Тёмное облако Хамелеон III
Согласно работе Ямаути и коллег (1998 год), данное облако не проявляет признаков активного звездообразования.